# Переносы (деревня)
Переносы (бел. Пераносы) — деревня в Маложинском сельсовете Брагинского района Гомельской области Белоруссии.

## География

### Расположение
В 11 км на юго-восток от Брагина, 39 км от железнодорожной станции Хойники (на ветке Василевичи — Хойники от линии Калинковичи — Гомель), 130 км от Гомеля.

### Гидрография
На севере сеть мелиоративных каналов.

## Транспортная сеть
Транспортные связи по просёлочной, затем автомобильной дороге Комарин — Брагин.
Планировка состоит из прямолинейной улицы, ориентированной с юго-востока на северо-запад. Застроена деревянными домами усадебного типа.

## История
Известна с начала XIX века как деревня в Брагинской волости Речицкого уезда Минской губернии. В 1897 году работал хлебозапасный магазин.
С 8 декабря 1926 года по 30 декабря 1927 года центр Переносного сельсовета Брагинского района Речицкого, с 9 июня 1927 года Гомельского округов.
В 1930 году организован колхоз «Красный партизан», работали ветряная мельница (с 1929 года) и кузница. В 1959 году в составе колхоза «XVII партсъезд» (центр — деревня Кривча).
До 24 октября 2002 года в составе Кривченского сельсовета.

## Население

### Численность
- 2004 год — 39 хозяйств, 87 жителей

### Динамика
- 1850 год — 20 дворов
- 1897 год — 41 двор, 300 жителей (согласно переписи)
- 1908 год — 54 двора, 376 жителей
- 1930 год — 75 дворов, 456 жителей
- 1959 год — 399 жителей (согласно переписи)
- 2004 год — 39 хозяйств, 87 жителей